# Zacharie (prophète du Ve siècle)
Pour les articles ayant des titres homophones, voir Zakari, Zacharie et Zacharie (prophètes).
« Zacharie (prophète) » redirige ici. Pour les autres significations, voir Zacharie (prophètes).
זְכַרְיָה
Compléments
Contemporain du roi Darius Ier et du prophète Aggée
Zacharie (זְכַרְיָה en hébreu, qui signifie « Yahweh s'est souvenu »), est le onzième des douze petits prophètes de la Bible hébraïque. On lui attribue traditionnellement le Livre de Zacharie, mais il n'en est certainement pas le seul auteur.

## Biographie
D'après le Livre de Zacharie, il a prophétisé sous le règne de Darius Ier, roi de Perse, vers 520 av. J.-C., et il est le deuxième prophète ayant exercé son ministère depuis l’exil, après Aggée dont il fut un contemporain. Son Livre prophétise la venue d'un Messie et la conversion de nombreux peuples.
Le Livre de Zacharie est classé parmi les Neviim dans la tradition juive et parmi les Livres de l'Ancien Testament par les chrétiens qui fêtent Zacharie le 6 septembre en Occident et le 8 février en Orient.
Zacharie est également mentionné dans le Livre d'Esdras et le Livre de Néhémie, où il est évoqué à la suite de son contemporain le prophète Aggée, avec lequel il participe à la construction du Second Temple de Jérusalem. Dans le Livre de Néhémie, Zacharie apparaît dans une liste de prêtres.

## Tradition juive
Les mots « fils de Barachie » (Berekhyah) n’apparaissent pas lorsque Zacharie est mentionné dans les Livres d'Esdras et de Néhémie. Certains avancent que ces mots ont été insérés dans le livre de Zacharie pour favoriser l'identification du prophète avec un autre Zacharie, Zacharie fils de Barachie, un « témoin » évoqué dans le Livre d'Isaïe. D'autres pensent au contraire que l'expression « fils de Barachie » a été retirée du Livre d'Esdras et du Livre de Néhémie, pour ne mentionner que les principaux ancêtres.
Zacharie est le fils de Barachie, le fils de Iddo le prophète,. Zacharie pourrait être un descendant de Iddo le prophète (en) du Deuxième Livre des Chroniques :[pas clair]
- Les visions de Iddo le prophète (en) sur le roi Jéroboam[10].
- Les enregistrements généalogiques de Iddo (en) sur le roi Roboam[11].
- Le commentaire du prophète Iddo (en) sur le roi Abijam[12].

D'après le Livre de Zacharie, la première prophétie de Zacharie fut prononcée deux mois après celle d’Aggée, pendant la deuxième année du règne de Darius Ier, roi de Perse, c'est-à-dire vers -521/-520. Une autre prophétie du Livre est datée de la quatrième année de règne de Darius, donc vers -519/-518. La seconde partie du Livre (chap. 9 à 14) ne comporte pas de date ; Zacharie ne l’écrivit sans doute que vers 480 av. J.-C.

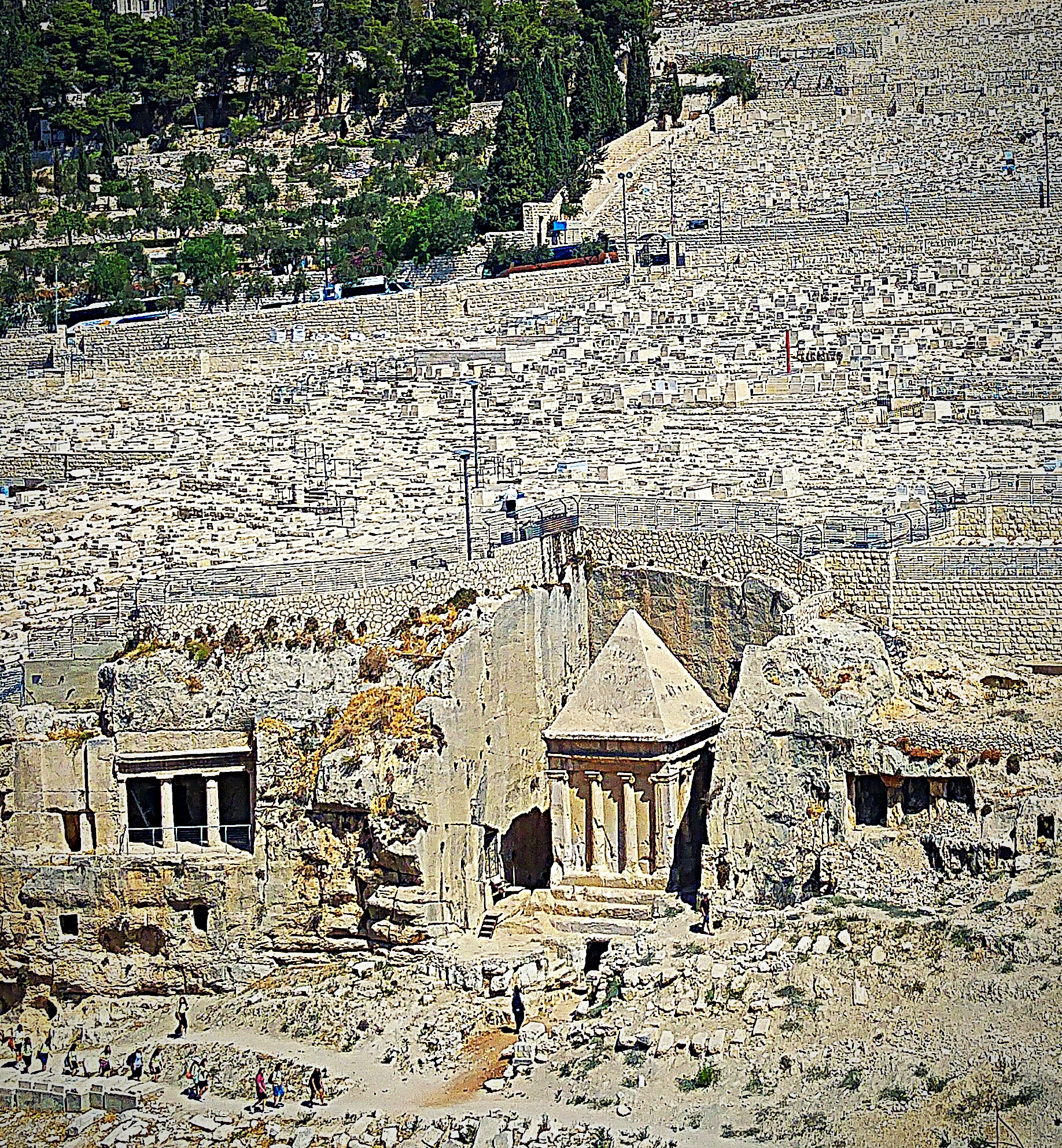
Tombeau considéré comme celui du prophète Zacharie, sis au mont des Oliviers en Israël.

Une tradition juive suggère une identification de sa mort avec celle de Zacharie fils de Joad, qui finit lapidé sur ordre du roi Joas. Cette tradition pourrait venir du fait qu'il existait un mémorial de Zacharie aussi bien dans le Temple où l'on montrait aux pèlerins des pierres rougeâtres évoquant l'assassinat de Zacharie fils de Joad, que dans la vallée du Cédron, où une « tombe de Zacharie », parfois identifiée à celle du Fils de Iddo, subsiste à ce jour. Cette tradition a été appliquée à Zacharie père de Jean le Baptiste.
Cette tombe de Zacharie est à distinguer du site byzantin récemment découvert (début 2011) à Hirbet Midras, près de Jérusalem, correspondant à la tombe de Zacharie fils de Joad.

## Tradition chrétienne
Il est fait mention de l'assassinat de Zacharie fils de Joad dans les Évangiles (en Luc,11) ; son meurtre est le dernier meurtre raconté par la Bible. Il est lapidé sur le parvis du Temple de Jérusalem où il s'exclame : « Yavhé verra et demandera compte ! ».